# Chiesa dei Santi Quirico e Giulitta (Carasco)
La chiesa dei Santi Quirico e Giulitta è un luogo di culto cattolico situato nella frazione di Rivarola, in via San Giuseppe, nel comune di Carasco nella città metropolitana di Genova. La chiesa è sede della parrocchia omonima del vicariato di Sturla e Graveglia della diocesi di Chiavari.

## Storia e descrizione

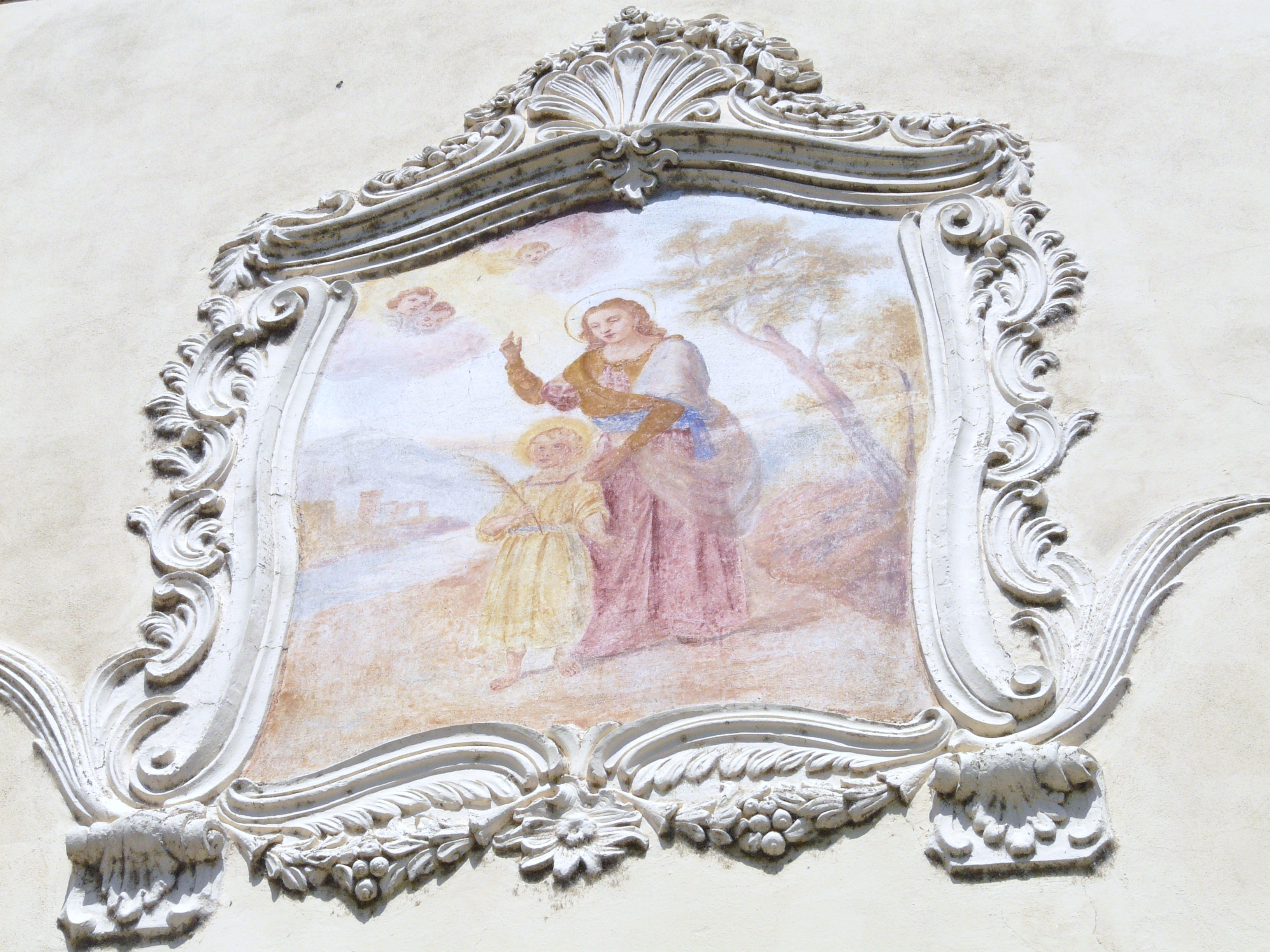
Particolare dell'affresco della facciata

La sua parrocchia fu una delle prime istituitasi nel territorio di Carasco. In passato le furono aggregate diverse parrocchie, tra le quali quelle di San Pietro in Sturla e di Santa Maria in Sturla, oggi nuovamente rese indipendenti con decreti arcivescovili del XIX secolo.
La parrocchia è sede di Arcipretura dal 1919.
È sovrastata da una ottocentesca torre dell'orologio in pietra e dal sito archeologico del castello di Rivarola, del XII secolo.

## Festività
Le feste principali della parrocchia sono: san Giuseppe (in marzo), sant'Anna (in luglio) e la Madonna del Rosario (in ottobre).